# Hans Sperger

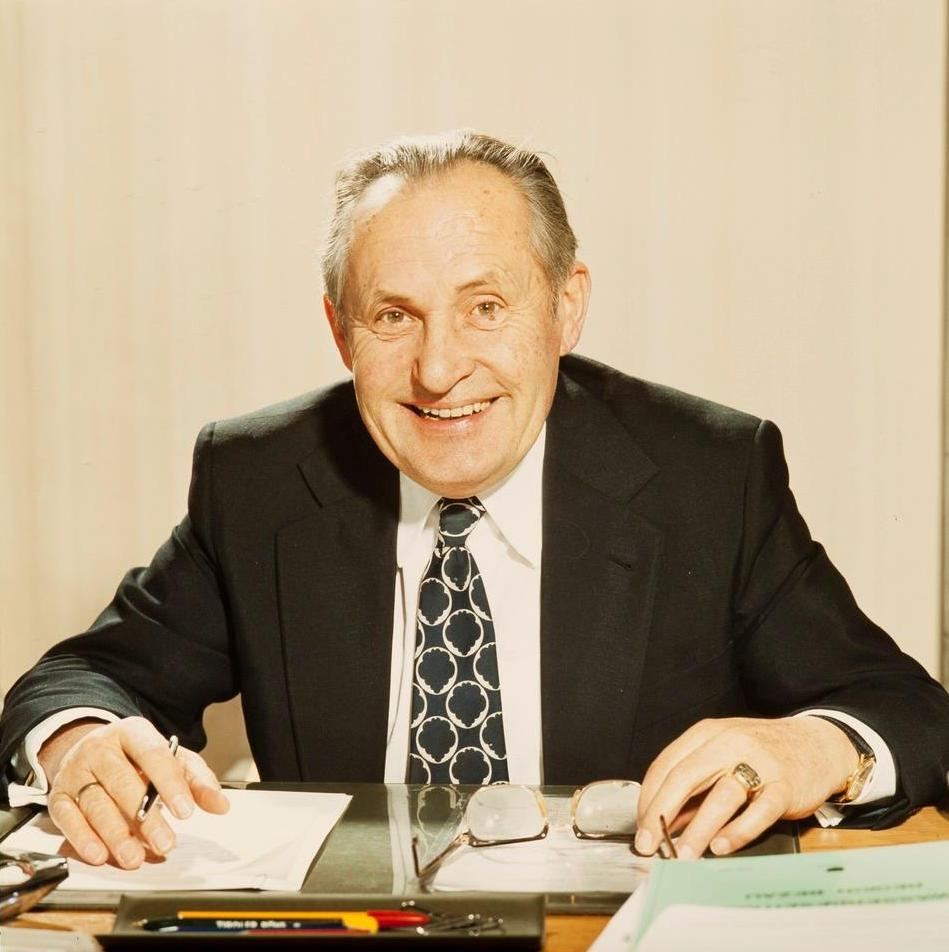
Hans Sperger (1974)

Hans Sperger (* 9. Dezember 1910 in Lustenau; † 29. September 1981 in Dornbirn) war ein österreichischer Politiker (NSDAP, VdU, FPÖ) und Altwarenhändler. Sperger war von 1969 bis 1976 als Landesrat Mitglied der Vorarlberger Landesregierung und von 1970 bis 1976 Landesparteiobmann der FPÖ Vorarlberg.

## Leben und Wirken
Hans Sperger wurde als Sohn des Lehrers Rudolf Sperger und dessen Ehefrau Lydia in Lustenau geboren. Nach dem Besuch der Volksschule in Lustenau und der Unterstufe an der Realschule Dornbirn maturierte Sperger im Jahr 1930 an der Bundeshandelsakademie Innsbruck. Anschließend wurde er Bank- und Versicherungsangestellter sowie Handelsreisender. Während dieser Zeit trat er am 5. April 1933 in die NSDAP ein (Mitgliedsnummer 1.530.968). Im Mai 1933 wurde er Mitglied der Sturmabteilung (SA). Im März 1938 wurde Sperger nach dem „Anschluss Österreichs“ an das Deutsche Reich Ortsgruppenpropagandaleiter der NSDAP in Lustenau. Bis 1941 war er zudem Leiter der Bezirksabgabenstelle für Obst und Gemüse, ehe er zum Kriegsdienst eingezogen wurde. Während seines Kriegseinsatzes kam Sperger in Kriegsgefangenschaft, aus der er erst nach Kriegsende wieder nach Vorarlberg zurückkehrte. 
Zurück in Österreich wurde er wegen seiner Parteimitgliedschaft in der NSDAP zunächst mit Berufsverbot belegt und von den Alliierten 1945 und 1946 in Brederis in Internierungshaft genommen. Von 1947 bis 1953 war er in weiterer Folge als Angestellter und später Geschäftsführer der Firma Fitz Abfallstoffe tätig. Ab 1953 übte er einen selbständigen Handel mit Abfallstoffen aus. Im Jahr 1949 trat er dem Verband der Unabhängigen, der Vorgängerpartei der FPÖ, bei. Für die FPÖ gelang es Sperger schließlich am 23. April 1960 als Mitglied der Lustenauer Gemeindevertretung anzugehören. Dies blieb er bis 1975, wobei er zwischen 1965 und 1969 zeitgleich auch das Amt des Lustenauer Vizebürgermeisters ausübte. 
Im Jahr 1969 wurde Hans Sperger zunächst als Landesrat für Wasserbau, Wasserversorgungsanlagen, Kanalisation und Abwasserreinigung in die Vorarlberger Landesregierung gewählt. Ebenfalls noch 1969 wurde er parteiintern als Stellvertretender Landesobmann der FPÖ Vorarlberg eingesetzt. Ab 1970 übernahm er als geschäftsführender Obmann die Leitung der Vorarlberger Freiheitlichen Partei. Am 17. November 1976 legte Sperger sein Amt als Landesrat nieder, wobei ihm sein Parteikollege Karl-Werner Rüsch nachfolgte. 1977 wurde er vom Land Vorarlberg mit dem Silbernen Ehrenzeichen des Landes Vorarlberg ausgezeichnet.